# Liste von Fantasyfilmen der 1970er Jahre
Die Liste von Fantasyfilmen der 1970er Jahre gibt einen chronologischen Überblick über Kino- und abendfüllende TV-Produktionen, die im Zeitraum von 1970 bis 1979 in diesem Genre gedreht wurden. Bei der Nutzung ist zu beachten, dass ein Teil der aufgeführten Filme sich mit artverwandten Genres aus dem Bereich der Phantastik wie Horror und Science-Fiction überschneidet, aber auch Drama und Komödie. Die Liste erhebt keinen Anspruch auf Vollständigkeit und unterliegt einem laufenden Erweiterungsprozess.

## 1970
| Titel                                                                | Regie                    | Produktionsland        |
| -------------------------------------------------------------------- | ------------------------ | ---------------------- |
| Als die Frauen noch Schwänze hatten Quando le donne avevano la coda  | Pasquale Festa Campanile | Italien                |
| Als Dinosaurier die Erde beherrschten When Dinosaurs Ruled the Earth | Val Guest                | Vereinigtes Königreich |
| Aoom                                                                 | Gonzalo Suárez           | Spanien                |
| Dornwittchen und Schneeröschen                                       | Erwin Klein              | BR Deutschland         |
| Eselshaut Peau d’âne                                                 | Jacques Demy             | Frankreich             |
| Hänsel und Gretel verliefen sich im Wald                             | Franz Josef Gottlieb     | BR Deutschland         |
| Hercules in New York                                                 | Arthur Allan Seidelman   | Vereinigte Staaten     |
| Pippi außer Rand und Band På rymmen med Pippi Långstrump             | Olle Hellbom             | Schweden               |
| Pippi in Taka-Tuka-Land Pippi Långstrump på de sju haven             | Olle Hellbom             | Schweden               |
| Valerie – Eine Woche voller Wunder Valerie a týden divů              | Jaromil Jireš            | Tschechoslowakei       |

## 1971
| Titel                                                                 | Regie                       | Produktionsland        |
| --------------------------------------------------------------------- | --------------------------- | ---------------------- |
| Charlie und die Schokoladenfabrik Willy Wonka & the Chocolate Factory | Mel Stuart                  | Vereinigte Staaten     |
| Das Grab der blutigen Mumie Blood from the Mummy's Tomb               | Seth Holt, Michael Carreras | Vereinigtes Königreich |
| Der selbstsüchtige Riese The Selfish Giant                            | Peter Sander                | Kanada                 |
| Sex vor sechs Millionen Jahren Creatures the World Forgot             | Don Chaffey                 | Vereinigtes Königreich |
| Siegfried und das sagenhafte Liebesleben der Nibelungen               | Adrian Hoven                | BR Deutschland         |
| Die tollkühne Hexe in ihrem fliegenden Bett Bedknobs and Broomsticks  | Robert Stevenson            | Vereinigte Staaten     |

## 1972
| Titel                                                | Regie            | Produktionsland        |
| ---------------------------------------------------- | ---------------- | ---------------------- |
| Alice im Wunderland Alice’s Adventures in Wonderland | William Sterling | Vereinigtes Königreich |

## 1973
| Titel                                                                     | Regie                         | Produktionsland                             |
| ------------------------------------------------------------------------- | ----------------------------- | ------------------------------------------- |
| Big Boy – Der aus dem Dschungel kam The World’s Greatest Athlete          | Robert Scheerer               | Vereinigte Staaten                          |
| Drei Haselnüsse für Aschenbrödel Tři oříšky pro Popelku                   | Václav Vorlíček               | Tschechoslowakei / DDR                      |
| Frauen, die man Töterinnen nannte Le amazzoni – donne d'amore e di guerra | Alfonso Brescia               | Italien                                     |
| Der Geist des Bienenstocks El espíritu de la colmena                      | Víctor Erice                  | Spanien                                     |
| Der Hirsch mit dem goldenen Geweih Золотые рога                           | Alexander Rou, Wiktor Makarow | Sowjetunion                                 |
| Sindbads gefährliche Abenteuer The Golden Voyage of Sinbad                | Gordon Hessler                | Vereinigtes Königreich / Vereinigte Staaten |
| Susanne und der Zauberring                                                | Erwin Stranka                 | DDR                                         |
| Traumstadt                                                                | Johannes Schaaf               | BR Deutschland                              |

## 1974
| Titel                                                                 | Regie                     | Produktionsland                             |
| --------------------------------------------------------------------- | ------------------------- | ------------------------------------------- |
| Caprona – Das vergessene Land The Land That Time Forgot               | Kevin Connor              | Vereinigtes Königreich / Vereinigte Staaten |
| Closed Mondays                                                        | Bob Gardiner, Will Vinton | Vereinigte Staaten                          |
| Erotische Geschichten aus 1001 Nacht Il fiore delle mille e una notte | Pier Paolo Pasolini       | Italien                                     |
| Hans Röckle und der Teufel                                            | Hans Kratzert             | DDR                                         |
| The Happy Prince                                                      | Michael Mills             | Kanada                                      |
| Herbie groß in Fahrt Herbie Rides Again                               | Robert Stevenson          | Vereinigte Staaten                          |
| Karlsson auf dem Dach Världens bästa Karlsson                         | Olle Hellbom              | Schweden                                    |
| Der kleine Prinz The Little Prince                                    | Stanley Donen             | Vereinigtes Königreich                      |
| Lancelot, Ritter der Königin Lancelot du Lac                          | Robert Bresson            | Frankreich / Italien                        |
| Das Phantom im Paradies Phantom of the Paradise                       | Brian De Palma            | Vereinigte Staaten                          |
| Supermänner gegen Amazonen Superuomini, superdonne, superbotte        | Alfonso Brescia           | Italien, Hongkong                           |

## 1975
| Titel                                                          | Regie                      | Produktionsland             |
| -------------------------------------------------------------- | -------------------------- | --------------------------- |
| Black Moon                                                     | Louis Malle                | Frankreich / BR Deutschland |
| Blumen für den Mann im Mond                                    | Rolf Losansky              | DDR                         |
| Doc Savage – Der Mann aus Bronze Doc Savage: The Man of Bronze | Michael Anderson           | Vereinigte Staaten          |
| Die Flucht zum Hexenberg Escape to Witch Mountain              | John Hough                 | Vereinigte Staaten          |
| Invasion aus dem Innern der Erde 中國超人                      | Shan Hua                   | Hongkong                    |
| Die Ritter der Kokosnuß Monty Python and the Holy Grail        | Terry Gilliam, Terry Jones | Vereinigtes Königreich      |
| Time Breaker Get Mean                                          | Ferdinando Baldi           | Italien                     |

## 1976
| Titel                                     | Regie                                  | Produktionsland                             |
| ----------------------------------------- | -------------------------------------- | ------------------------------------------- |
| Alice in Wonderland                       | Bud Townsend                           | Vereinigte Staaten                          |
| Ein ganz verrückter Freitag Freaky Friday | Gary Nelson                            | Vereinigte Staaten                          |
| Der sechste Kontinent At the Earth's Core | Kevin Connor                           | Vereinigtes Königreich / Vereinigte Staaten |
| Unsterbliches Duell Duelle                | Jacques Rivette                        | Frankreich                                  |
| The Valley                                | Peter Jackson, Ken Hammon, Andrew Neal | Neuseeland                                  |
| Zotti, das Urviech The Shaggy D.A.        | Robert Stevenson                       | Vereinigte Staaten                          |

## 1977
| Titel                                                           | Regie                         | Produktionsland                             |
| --------------------------------------------------------------- | ----------------------------- | ------------------------------------------- |
| Bernard und Bianca – Die Mäusepolizei The Rescuers              | Wolfgang Reitherman           | Vereinigte Staaten                          |
| Die Brüder Löwenherz Bröderna Lejonhjärta                       | Olle Hellbom                  | Schweden                                    |
| Caprona 2. Teil The People That Time Forgot                     | Kevin Connor                  | Vereinigtes Königreich / Vereinigte Staaten |
| Elliot, das Schmunzelmonster Pete’s Dragon                      | Don Chaffey                   | Vereinigte Staaten                          |
| The Hobbit                                                      | Arthur Rankin Jr., Jules Bass | Vereinigte Staaten                          |
| Jabberwocky                                                     | Terry Gilliam                 | Vereinigtes Königreich                      |
| Krieg der Sterne Star Wars                                      | George Lucas                  | Vereinigte Staaten                          |
| Oh Gott … Oh, God!                                              | Carl Reiner                   | Vereinigte Staaten                          |
| Sindbad und das Auge des Tigers Sinbad and the Eye of the Tiger | Sam Wanamaker                 | Vereinigtes Königreich                      |

## 1978
| Titel                                                 | Regie                     | Produktionsland        |
| ----------------------------------------------------- | ------------------------- | ---------------------- |
| Dr. Strange                                           | Philip DeGuere            | Vereinigte Staaten     |
| Das Geheimnis des blinden Meisters Circle of Iron     | Richard Moore             | Vereinigte Staaten     |
| Der Herr der Ringe The Lord of the Rings              | Ralph Bakshi              | Vereinigte Staaten     |
| Der Himmel soll warten Heaven Can Wait                | Warren Beatty, Buck Henry | Vereinigte Staaten     |
| Der Mondschimmel The Moon Stallion                    | Dorothea Brooking         | Vereinigtes Königreich |
| Der Sieg der Sternenkinder Return from Witch Mountain | John Hough                | Vereinigte Staaten     |
| Watership Down                                        | Martin Rosen              | Vereinigtes Königreich |
| The Wiz – Das zauberhafte Land The Wiz                | Sidney Lumet              | Vereinigte Staaten     |

## 1979
| Titel                                                                                 | Regie         | Produktionsland                             |
| ------------------------------------------------------------------------------------- | ------------- | ------------------------------------------- |
| Der Baron von Münchhausen Les Fabuleuses Aventures du légendaire baron de Münchhausen | Jean Image    | Frankreich                                  |
| Genau jener Münchhausen Тот самый Мюнхгаузен                                          | Mark Sacharow | Sowjetunion                                 |
| Im Bann des Kalifen Arabian Adventure                                                 | Kevin Connor  | Vereinigtes Königreich                      |
| König Artus und der Astronaut The Spaceman and King Arthur                            | Russ Mayberry | Vereinigte Staaten                          |
| König Salomons Schatz King Solomon’s Treasure                                         | Alvin Rakoff  | Kanada                                      |
| Der König von Narnia The Lion, the Witch and the Wardrobe                             | Bill Meléndez | Vereinigtes Königreich / Vereinigte Staaten |
| Taro, der kleine Drachenjunge 龍の子太郎                                              | Kirio Urayama | Japan                                       |